# Javierre de Ara
Javierre de Ara, en aragonais Chabierre d'Ara, est un village de la province de Huesca, situé dans le Sobrarbe à environ deux kilomètres au sud-est de la ville de Fiscal. Le village se trouve sur la rive gauche de l'Ara, face au village de Ligüerre de Ara qui se trouve sur la rive droite. Il compte 14 habitants en 2015. Le village compte deux monuments reconnus biens d'intérêt culturel : l'église de l'Assomption et la Casa del Pueblo.